# Бланко Уайт, Джозеф
Джозеф Бланко Уайт (настоящие имя и фамилия — Хосе Мария Бланко и Креспо) (англ. Joseph Blanco White, исп. José María Blanco y Crespo; 11 июня 1775, Севилья — 20 мая 1841, Ливерпуль) — английский поэт, писатель

, редактор и журналист, богослов, священник.

## Биография
Сын ирландского торговца, вице-консула, обосновавшегося в Севилье во время правления Фернандо VI. Обучался в католической семинарии. Сотрудничал с Г. Ховельяносом, общественным деятелем эпохи Просвещения, выступавшим за реформы в Испании. Рукоположён в 1800 году. Был вольнодумцем.
Журналистскую карьеру начал в 1808 году. Выступал, как защитник испанской независимости во время французского вторжения в Испанию. Когда в 1810 году французы овладели Севильей, он бежал в Англию и стал редактором ежемесячного испаноязычного журнала «El español» («Испанец»), периодического издания, которое призывало испанцев к борьбе с Наполеоном, поддерживал независимость испанской Америки.
Перешёл в англиканство. Изучал богословие в Оксфорде, познакомился с Джоном Генри Ньюменом, Томасом Арнолдом и Ричардом Уэйтли, у которого служил домашним учителем.
Со временем, разочаровавшись в церкви, стал сторонником унитарианства.
Известен как автор публицистических сочинений, стихов и популярных полемических трактатов по спорным пунктам догматизма. В 1825 году опубликовал книгу против католицизма «Practical and Internal Evidence Against Catholicism».

## Избранные сочинения
- Doblado’s Letters from Spain (1822),
- Evidence against Catholicism (1825),
- Second Travels of an Irish Gentleman in Search of a Religion (2 тома, 1834) ,
- Observations on Heresy and Orthodoxy (1835).